# فيتالي باراهنفيتش
فيتالي باراهنفيتش (Vitaliy Parakhnevych) (4 مايو 1969 في دونيتسك في أوكرانيا – )؛ هو لاعب كرة قدم سابق كان يلعب كمهاجم. يلعب مع منتخب طاجيكستان لكرة القدم منذ عام 1997.

## وصلات خارجية
- فيتالي باراهنفيتش على موقع اتحاد أوكرانيا (الإنجليزية)
- فيتالي باراهنفيتش على موقع رابطة كرة القدم اليابانية للمحترفين (اليابانية)
- فيتالي باراهنفيتش على موقع دوري كوريا الجنوبية (الإنجليزية)
- فيتالي باراهنفيتش على موقع قاعدة بيانات كرة القدم.إي يو (الإنجليزية)
- فيتالي باراهنفيتش على موقع ناشيونال فوتبول تيمز (الإنجليزية)
- فيتالي باراهنفيتش على موقع عالم كرة القدم.نت (الإنجليزية)

- National Football Teams